# Jeziory (województwo łódzkie)
Jeziory – wieś w Polsce położona w województwie łódzkim, w powiecie sieradzkim, w gminie Sieradz.
Wieś królewska starostwa sieradzkiego Jeziora, położona w powiecie sieradzkim województwa sieradzkiego w końcu XVI wieku. W latach 1975–1998 miejscowość administracyjnie należała do województwa sieradzkiego.
Wieś jest typową ulicówką, położoną na południe od Sieradza w bliskim sąsiedztwie Osiedla Hetmańskiego. 

## Historia
Pierwsza wzmianka o niej pochodzi z 1448 r., kiedy to w "Ksiegach miejskich sieradzkich" występuje "laboriosus de Jeziora". Z zapisu tego wynika, że grunty wsi przylegały bezpośrednio do gruntów miasta Sieradza. Pod datą 1538 zanotowano, że wieś była lokowana na prawie niemieckim we wcześniejszym czasie. Z informacji o lustracji zamku sieradzkiego z 1546 wynika, że wieś stanowiła uposażenie tego zamku. Zachowała się też wzmianka, że Jeziory wraz z innymi wymienionymi wsiami w 1662 należały do starostwa sieradzkiego. W XIX w. wieś wchodziła w skład prywatnego folwarku Monice, a od 1873 stanowiła odrębną własność. 
Nazwa wsi wywodzi się stąd, że kiedyś było tu jezioro. W 1882 (hasło "Jeziory" w "Słowniku geograficznym Królestwa Polskiego") wieś miała 29 dymów i 246 mieszkańców. 
W czasie II wojny światowej Niemcy objęli wieś poligonem wojsk pancernych. Wieś została całkowicie zniszczona. Pamiątką po Niemcach jest duży betonowy bunkier bierny, a w pobliżu niego kilka betonowych podstaw pod lotnicze reflektory, a na skraju lasu profile rowów przeciwczołgowych. Od 1946 przy odbudowie wsi pracowały brygady ZWM z powiatów: opoczyńskiego i koneckiego. W 1979 część wsi (119,08 ha) włączono w obszar Sieradza. 

## Przyroda
Po dawnym jeziorze zostało kilka stawów, moczary i tofowiska, na których stwierdzono cenne rośliny i rzadkie gatunki ptaków (bąk, rybitwa czarna, gąsiorek, błotniak stawowy, łęczak, perkoz rdzawoszyi, sieweczka rzeczna). W 2003 zidentyfikowano też rzadkie i chronione gatunki owadów. Obszar ten stanowi również ważne miejsce rozrodu płazów. Teren ten stanowi własność "Wspólnoty gruntów wsi Jeziory".